# Poly Bridge
Poly Bridge — серія відеоігор у жанрі мостобудівної симуляційної головоломки, розроблена новозеландською інді-студією Dry Cactus. Франшиза була представлена у 2016 році і отримала три частини, остання з яких вийшла 30 травня 2023 року.

## Відеоігри
| 2016 | Poly Bridge   |
| 2017 |               |
| 2018 |               |
| 2019 |               |
| 2020 | Poly Bridge 2 |
| 2021 |               |
| 2022 |               |
| 2023 | Poly Bridge 3 |

### Poly Bridge (2016)
Перша частина серії вперше з'явилася у ранньому доступі в Steam у 2015 році. Повноцінний реліз гри для Microsoft Windows відбувся 12 червня 2016 року. Основними матеріалами в грі є сталь, дерево, троси та кабелі, а також гідравліка, за допомогою якої можна пересувати частини мосту.

### Poly Bridge 2 (2020)
Друга частина серії вийшла 28 травня 2020 року для Linux, macOS та Microsoft Windows в Epic Games Store та Steam. Версії для Android та iOS вийшли у жовтні 2020 року. У грі з'явився новий матеріал — пружина.

### Poly Bridge 3 (2023)
Третю частину було анонсовано 16 березня 2023 року, а реліз відбувся 30 травня 2023 року для Linux, macOS та Microsoft Windows. У грі з'явився новий матеріал — фундамент.

## Сприйняття
До виходу Poly Bridge 3 серія продалася накладом понад 6 мільйонів копій.